# قضاوت (مجموعه تلویزیونی)
قضاوت و یا داوری (به ترکی استانبولی: Yargı) مجموعهٔ تلویزیونی در ژانر درام جنایی ساخت ترکیه و محصول شرکت آی یاپیم دارنده جایزه بین‌المللی امی به کارگردانی علی بیلگین، فیلم‌نامه‌نویسی سما ارگنکون و به تهیه‌کنندگی کرم چاتای است که اولین قسمت آن در ۱۹ سپتامبر ۲۰۲۱ پخش شد و با استقبال بسیار بینندگان مواجه شد. نقش‌های اصلی را کان اورگانجی‌اوغلو و پینار دنیز ایفا کرده‌اند. از دیگر بازیگران آن می‌توان به اوور اصلان، شوکران اوالی و اوقور پولات اشاره کرد. فصل اول آن با ۳۴ قسمت یکی از پربیننده‌ترین سریال‌های ترکیه شده و فصل دوم آن در ۱۸ سپتامبر ۲۰۲۲ شروع به پخش کرده است. فصل سوم آن نیز از ۲۰۲۳ تا ۲۰۲۴ پخش شد و این سریال در ۹۵ قسمت به پایان رسید.

## خلاصۀ داستان
ایلگاز (کان اورگانجی‌اوغلو) که دادستانی درستکار است‌ برای برادرش که متهم به قتل است، جیلین (پینار دنیز) را که یک وکیل جوان بسیار سرکش و موفق است، به عنوان وکیل انتخاب می‌کند. آن دو در مسیر حل این پرونده با اتفاقات عجیب و گاهی تلخ و شیرینی که زندگی برایشان رقم زده، رو‌به‌رو می‌شوند و موجب به وجود آمدن احساساتی در آن‌ها می‌شود که فکرش را نمی‌کردند.